# Feliks Nowowiejski
Feliks Nowowiejski, né le 7 février 1877 à Barczewo et mort le 18 janvier 1946  à Poznań, est un organiste, compositeur, professeur de musique, et chef d'orchestre polonais.

## Biographie
Il est le fils de Franciszek Nowowiejski et Katarzyna Falk, le cinquième de leurs onze enfants.
En 1910, il met en musique le poème patriotique Le Serment (Rota de Maria Konopnicka) pour le 500e anniversaire de la Bataille de Grunwald.

## Œuvres
Il écrit de la musique pour tous les genres :
- Œuvres pour orchestre ou harmonie
- Oratorios, cantates, musique d'église
- Opéras, ballets
- Œuvres pour chœur, mélodies
- Musique de chambre
- Œuvres pour orgue, piano, harpe